# Кинеусь
Кинеус — деревня в Можгинском районе Удмуртской Республики России. сейчас входит в Нышинское сельское поселение.

## География
Деревня находится в юго-западной части республики, в зоне хвойно-широколиственных лесов, в пределах Можгинской низменности, к западу от автодороги 94К-39, на реке Ныша, на расстоянии примерно в 16 километров к юго-западу от города Можги, административного центра района, и в 91 км к юго-западу от республиканского центра Ижевска.

### Климат
Климат характеризуется как умеренно континентальный, с продолжительной холодной многоснежной зимой и относительно коротким тёплым летом. Среднегодовая температура воздуха — 2,4 °С. Средняя температура воздуха самого тёплого месяца (июля) — 18 °C (абсолютный максимум — 36,6 °C); самого холодного (января) — −15 °C (абсолютный минимум — −46,8 °C). Среднегодовое количество атмосферных осадков составляет 340—600 мм, из которых большая часть выпадает в тёплый период. Снежный покров держится в течение 155 дней.

## Население
| 2008 | 2010 | 2012 |
| ---- | ---- | ---- |
| 13   | ↗14  | ↗15  |

## Инфраструктура
Личное подсобное хозяйство с зоной сельскохозяйственного использования, индивидуальная застройка усадебного типа.